# Cinisello Balsamo
Cinisello Balsamo – miasto i gmina we Włoszech, w regionie Lombardia, w prowincji Mediolan.
Według danych na rok 2004 gminę zamieszkiwały 72 402 osoby, 6033,5 os./km².